# Capnia pedestris
Capnia pedestris is een steenvlieg uit de familie Capniidae. De wetenschappelijke naam van de soort is voor het eerst geldig gepubliceerd in 1947 door Kimmins.